# Хуанин
Хуани́н (кит. упр. 华宁, пиньинь Huáníng) — уезд городского округа Юйси провинции Юньнань (КНР).

## История
После завоевания Дали монголами и вхождения этих мест в состав империи Юань в 1276 году здесь была создана Нинчжоуская область (宁州). Она была подчинена властям Линьаньского региона (临安路), который после завоевания этих мест войсками империи Мин стал Линьаньской управой (临安府). После Синьхайской революции в Китае была проведена реформа структуры административного деления, в результате которой управы были упразднены, а области преобразованы в обычные уезды, поэтому в 1913 году Нинчжоуская область стала уездом Нинсянь (宁县). Так как оказалось, что уезд с точно таким же названием имеется в провинции Ганьсу, в 1914 году уезд Нинсянь был переименован в Лисянь (黎县) в честь существовавшей в этих краях во времена империи Тан административной единицы под названием Личжоу (黎州).
В декабре 1931 года уезд был переименован в Хуанин (в честь горы Хуагайшань и стоящего на ней храма Ниншоусы).
После вхождения провинции Юньнань в состав КНР в 1950 году был образован Специальный район Юйси (玉溪专区), и уезд вошёл в его состав. В октябре 1958 года уезд Хуанин был присоединён к уезду Цилу, но уже в октябре 1959 года был воссоздан. В 1970 году Специальный район Юйси был переименован в Округ Юйси (玉溪地区).
В 1997 году округ Юйси был преобразован в городской округ.

## Административное деление
Уезд делится на 1 уличных комитета, 3 посёлка и 1 национальная волость.